# Torneo Supercup 1992
Il Torneo Supercup 1992 si è svolto nel 1992, nella città di Berlino.

## Squadre partecipanti
1. Francia
2. Germania
3. Italia
4. Turchia

## Classifica
| Pos. | Team     |
| ---- | -------- |
| 1    | Italia   |
| 2    | Germania |
| 3    | Francia  |
| 4    | Turchia  |